# 傻酷
傻酷（Cool Silly），是華語流行音樂風格的華僑的三人組。 
由製作人也是歌手的仲維軍(Tone), 歌手劉軒蓁(Ray Liu) 以及饒舌歌手同時又是演員的藍力威(Leeway)組成。Cool Silly是由仲維軍在2006年發行了個人專輯 “我的6:57am”之後成軍。同時招募了超級星光大道 (第二屆) 的劉軒蓁Rayray，及饒舌歌手/演員 藍力威Leeway。Cool Silly 的歌曲 ‘我飛’ 是 2010 臺北國際花卉博覽會的花博創作曲。Cool Silly 更在2010年底的 My Wish『夢想製造機』活動，受邀寫了主題曲『夢想發光』並當起此活動代言人。清新正面的形象，以及為實現夢想努力打拼的真實故事，引發了盛大迴響。單曲在11月3日正式發行，同時也在新浪網，臉書，及壹週刊上宣傳，傳達了台北市這個美麗前衛城市的”好”在哪裡。這 首歌一發行即索取一空，繼花博創作冠軍曲『我飛』之後，又是一首人人傳唱的Cool Silly招牌歌。2011年由於樂團決定個人音樂風格不搭 於是與劉軒蓁分開發展音樂風格, Cool Silly第二代團員為製作人也是歌手的仲維軍Tone及饒舌歌手/演員藍力威Leeway組成。

## 樂團簡介
Cool Silly 第一代由製作人也是歌手的仲維軍Tone, 第二屆超級星光大道的劉軒蓁Rayray, 及饒舌歌手/演員藍力威Leeway組成。  
Cool Silly 第二代由於樂團決定分開發展音樂風格, 團員為製作人也是歌手的仲維軍Tone及饒舌歌手/演員藍力威Leeway組成。
首次創作就以第一名之姿， 贏得2010年臺北國際花卉博覽會創作曲冠軍 ，成為花博代言人。正面健康的形象，以及才華洋溢的全創作流行音樂團體 
在2010年初漸漸受到矚目，陸續受邀表演於各大場合
在華納威秀廣場，拿到比賽的第一名後，又在大稻埕煙火節的十萬觀眾前表演
而 Cool Silly 首次在台北公館店河岸留言演出，人潮爆滿到擠出門口 從此成為常客，因而受到各大livehouse的演出邀請。
關注傻酷的製作人包括袁惟仁  ，陳建寧 ，以及知名電視製作人詹仁雄 
受到了製作人老師及歌迷的鼓勵
在2010年2月10號，發行了詞/曲/編曲/製作全都 傻酷Cool Silly 包辦的 [我飛] 首張迷你專輯。
之後上各大電台 iCRT，中廣流行網，華岡電台 以及中天電視台“大學生了沒"
2010年6月開始，更與台北花博一起在上海，北京，香港宣傳。

### 有關團名
傻，是對音樂無悔執著的癡迷。
酷，是單純聽他們音樂所能發出的由衷讚嘆。
在台灣，眾多資深流行音樂老師們批品用《傻酷》這兩個字來定位一個流行團體，但團員一直堅持 這兩個字代表他們做音樂的個性。介紹出場，皆是使用傻酷 Cool Silly，而在大陆則多稱呼他們為Cool Silly。

### 成員介紹

#### 劉軒蓁（Ray Liu, 'Ray Ray'）
- 出生日期：1985年5月30日（39歲）
- 學歷： University of Washington (Seattle, WA)
- 樂團位置：歌手、作詞作曲
- 特長：鍵盤鋼琴

#### 仲維軍（Tone）
- 出生日期：1983年5月30日（41歲）
- 樂器：吉他、鍵盤鋼琴、電腦編曲
- 學歷：聖荷西州立大學、電機工程學系畢業
- 樂團位置：原音吉他、鍵盤樂器、編曲、Vocal, 和聲，作詞作曲
- 仲維軍在2006年以個人名義發行專輯「我的6:57am」。

#### 藍力威（Leeway, 'L.Dub.'）
- 出生日期：1983年6月26日（41歲）
- 學歷：加州州立大學富勒頓分校、法律以及政治系畢業
- 樂團位置：饒舌歌手、小提琴、作詞作曲
- 特長：小提琴、鍵盤鋼琴，吉他
- 藍力威在2009年擔任陶喆音樂電影 “69樂章: 暗戀“ 的配角。與楊謹華一起演出。

## 唱片作品
| 專輯#                                            | 專輯名稱                                                                                             |
| ------------------------------------------------ | --- |
| 傻酷 "我飛" 同名專輯 （Cool Silly: The Prelude） | - 發售日期：2010年2月10日 - 語言：國語 - 發行公司：獨立作品 - 主要音樂元素：流行嘻哈、國語流行、抒情 |
| "夢想發光" EP （Cool Silly: The Prelude）        | - 發售日期：2010年10月28日 - 語言：國語 - 主要音樂元素：流行嘻哈、國語流行、抒情                     |

Cool Silly三人上首張專輯的通告專訪時，澄清表示：僅《我飛》，其餘皆為2010年臺北國際花卉博覽會創作曲冠軍以及宣傳台北花薄會的想法。

## 曾獲獎項
- 2009年10月2010年臺北國際花卉博覽會創作曲冠軍

## 品牌代言
- 夢想製造機 活動代言
- Roland 樂器代言
- Remix Taipei 服裝贊助
- Happy Hair (麗山店 髮型照形
- Annie Wu 流行服飾
- 2010年臺北國際花卉博覽會宣傳大使

## 外部連結
- 傻酷 國際官方網站 （页面存档备份，存于）
- 傻酷 臉書